# Les Phallocrates
Pour plus de détails, voir Fiche technique et Distribution.
Les Phallocrates est un film français réalisé par Claude Pierson, sorti en 1980.

## Synopsis
Un jeune et timide inspecteur du fisc fraîchement sorti de sa formation a pour première mission de vérifier la comptabilité de l'entreprise Lecoq dont le chef Omer Lecoq,  qui prévoyait justement un détour vers la Suisse pour y placer quelques liquidités, tente aussitôt de dissimuler les dossiers compromettants, n'hésitant pas à charger ses deux jeunes secrétaires de distraire le fonctionnaire en usant de leurs charmes si nécessaire. L'une d'elles, Valentine, qui est aussi la fille du comptable de l'entreprise, ira jusqu'à promettre le mariage à ce jeune homme un peu niais qui habite encore chez sa mère, une femme abusive.

## Fiche technique
- Réalisation : Claude Pierson
- Scénario : Huguette Boisvert
- Musique : Flavien Pierson
- Photographie : André Zarra
- Genre : Comédie
- Durée : 89 minutes
- Dates de sortie :
  - France : 23 janvier 1980

## Distribution
- Jean-Daniel Laval : Théo Théo Delong, l'inspecteur du fisc
- Marco Perrin: Omer Lecoq
- Paul Préboist : Coeurjoli, le comptable
- Isabelle Goguey  : Valentine Coeurjoli, secrétaire de Lecoq et fille du comptable
- Catherine Chevallier : Pierrette, secrétaire de Lecoq
- Chantal de Rieux : Mme Delong, la mère de Théo
- Roger Carel : Le directeur de l'asile
- Bernard Lavalette : Le préfet
- Guy Grosso : Mr Corbeau, le supérieur de Théo
- Jacques Préboist : Un fou se prenant pour Napoléon
- Frédéric Botton : Un fou déguisé en Pierrot
- Elisabeth Chadburn : L'hôtelière
- Christine Maurelle : Pauline
- Antoine Marin : l'hôtelier
- Flore Soller : Une des masseuses topless

## Autour du film
- Le film est sorti en DVD chez Zylo en 2007 sous le titre Planque ton fric, j'me pointe !